# Andreas Metaxàs
Andreas Metaxàs (en grec: Ανδρέας Π. Μεταξάς) (Cefalònia, 1790 - Atenes, 8 de setembre de 1860) fou un polític grec.
Durant l'última part de la guerra d'independència (1824-1827) va acompanyar Ioannis Kapodístrias a Grècia, que el va nomenar Ministre de Guerra. Era un partidari devot de Kapodístrias i després del seu assassinat el 1831, Metaxàs va ser membre del Govern provisional existent fins a l'accés del Rei Otó I de Grècia el 1833. Durant el regnat d'Otó I va ser conseller i ambaixador a Madrid i Lisboa. El 1840 va ser nomenat Ministre de Guerra. Durant el 1843 i 1844 va presidir el Consell de Ministres, i més tard va ser ambaixador a Constantinoble de 1850 a 1854.